# Army of Me
"Army of Me" är en låt skriven av den isländska sångerskan Björk med Graham Massey, framförd av Björk och utgiven på albumet Post samt på singel den 21 april 1995. Låten är en surrealistisk beskrivning av hur Björk försvarar sig själv mot människor som försöker ta saker ifrån henne. Som singel har låten uppnått tionde plats på brittiska singellistan, tolfte plats på svenska singellistan samt gett avtryck på flera av Europas övriga listor och plats 21 på Billboard Hot Modern Rock Tracks i USA.
Ett album helt bestående av andra artisters tolkningar av låten utgavs 2005 som Army of Me: Remixes and Covers. 

## Musikvideo
Musikvideon till låten är regisserad av franske Michel Gondry, som också ansvarade för videon till Björks debutsingel "Human Behaviour".

## Låtlistor och format
Brittisk CD1

(162TP7CD; Utgiven: April 1995)
1. "Army of Me" – 3:57
2. "Cover Me" (Cave Version)1 – 3:07
3. "Aftur Efur Þú Verið Að Daðra" (Icelandic version of "You've Been Flirting Again") – 2:25
4. "Sweet Intuition" – 4:43

Brittisk CD2

(162TP7CDL; Utgiven: 1995)
1. "Army of Me" (ABA All-Stars Mix) – 3:46
2. "Army of Me" (Masseymix) – 5:12
3. "Army of Me" (featuring Skunk Anansie) – 4:33 (Different vocal take, not simply a remix)
4. "Army of Me" (Instrumental ABA All-Stars Mix) – 3:46

Brittisk CD promo

(162TP7CD; Utgiven: April, 1995)
1. "Army of Me" – 3:56

Brittisk 12" vinyl promo

(162TP12BB; Utgiven: 24 mars 1995)
Sida A
1. "Army of Me" (ABA All-Stars Mix)

Sida B
1. "Army of Me" (Instrumental ABA All-Stars Mix)

Brittisk 12" vinyl promo

(162TP12GM; Utgiven: 1995)
Sida A
1. "Army of Me" (Masseymix) – 5:15

Brittisk 12" vinyl promo

(162TP12P; Utgiven: April 1995)
Sida A
1. "Army of Me"

Sida B
1. "Army of Me" (featuring Skunk Anansie)2

Sida C
1. "Army of Me" (ABA All-Stars Mix)

Sida D
1. "Army of Me" (Instrumental ABA All-Stars Mix)

Brittisk 7" vinyl promo

(162TP7D; Utgiven: 1995)
Sida A
1. "Army of Me"

Sida B
1. "Army of Me" (Instrumental ABA All-Stars Mix)

Brittisk 12" Acetate

(162 TP 12 BB; Utgiven: 1995)
Sida A
1. "Army of Me" (Beastie Boys Vocal Mix)

Sida B
1. "Army of Me" (Beastie Boys Instrumental Mix)

Europeisk CD 3

(579 153-2; Utgiven: April 1995)
1. "Army of Me" – 3:58
2. "Army of Me" (ABA All-Stars Mix) – 3:46
3. "Army of Me" (Masseymix) – 5:12
4. "Army of Me" (featuring Skunk Anansie) – 4:33
5. "Army of Me" (Instrumental ABA All-Stars Mix) – 3:46

Fransk CD

(579 152-2; Utgiven: April 1995)
1. "Army of Me" – 3:58
2. "Cover Me" (Cave Version)1 – 3:08

Amerikansk CD promo

(PRCD 9152-2; Utgiven: 1995)
1. "Army of Me" – 3:38

Japansk CD

(POCP-7039; Utgiven: 1995)
1. "Army of Me" – 3:58
2. "Army of Me" (ABA All-Stars Mix) – 3:46
3. "Army of Me" (Masseymix) – 5:12
4. "Army of Me" (featuring Skunk Anansie) – 4:33
5. "Army of Me" (Instrumental ABA All-Stars Mix) – 3:46